# Tomba dei Baccanti

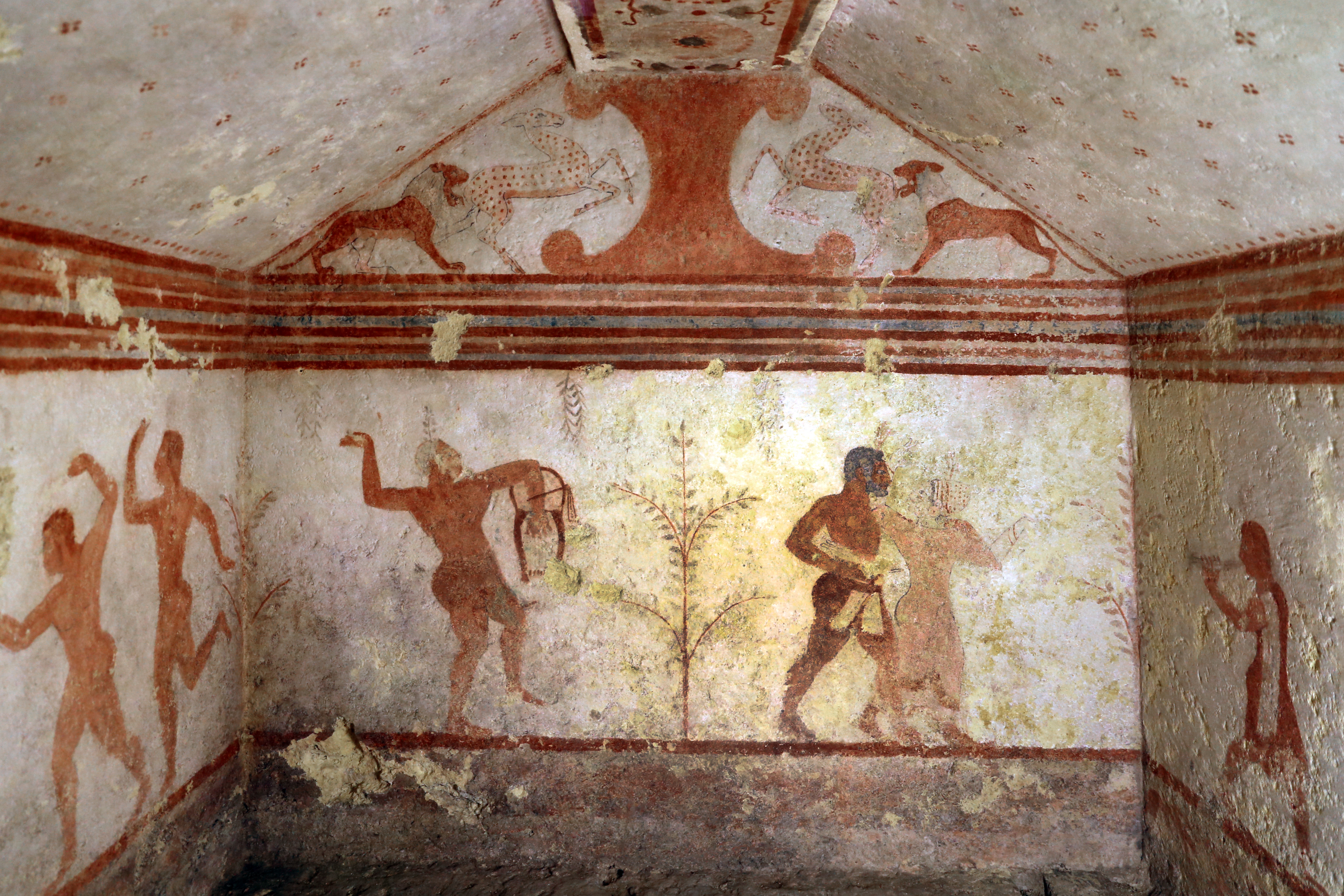
Bemalung der Rückwand der Grabkammer

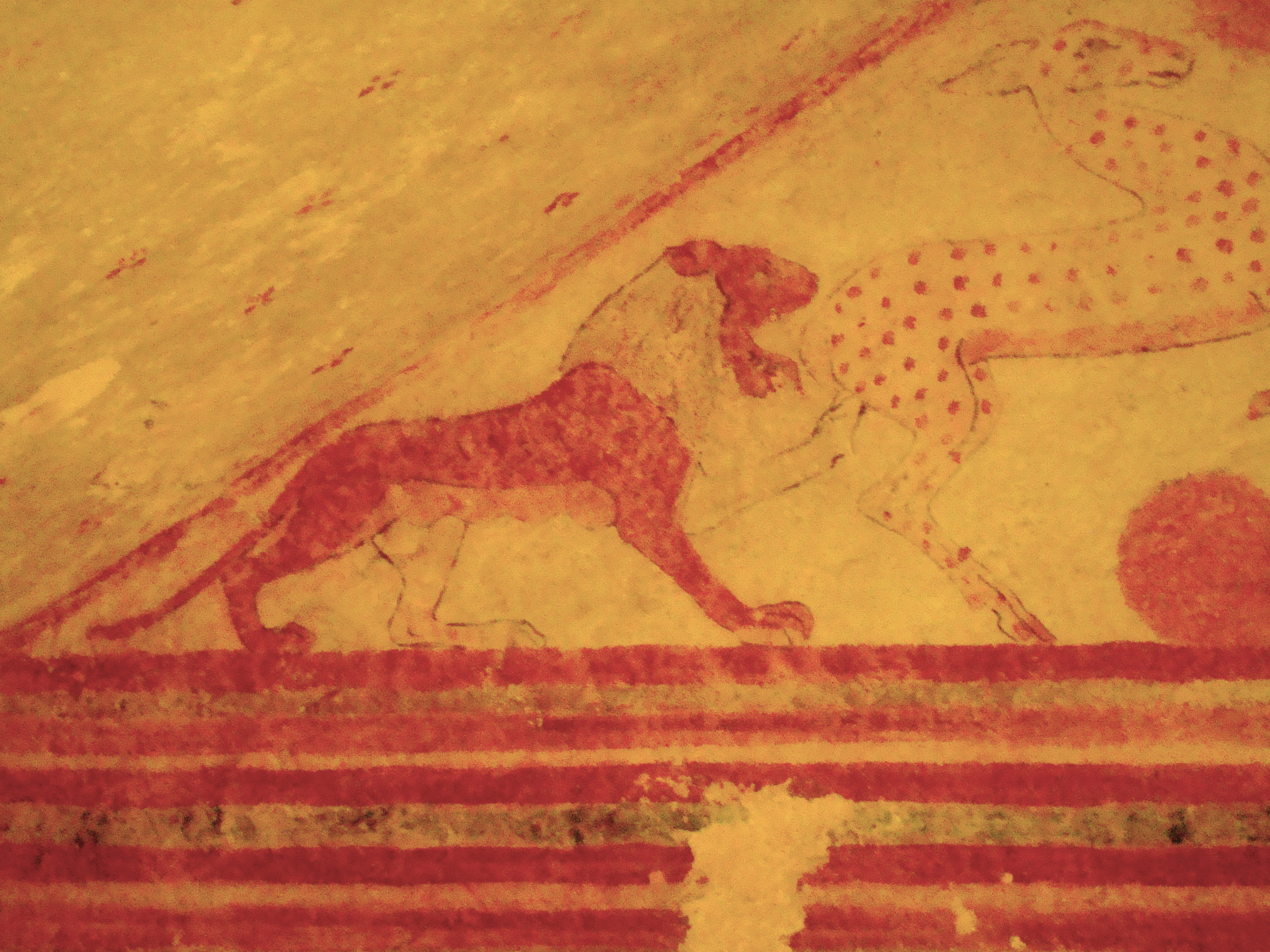
Details der Giebeldarstellung

Die Tomba dei Baccanti (deutsch Grab der Bacchanten) ist eine etruskische Grabanlage, die zur Monterozzi-Nekropole in Tarquinia gehört.
Das Grab wurde 1874 entdeckt und besteht aus einer einzigen Kammer, zu der man über eine steile Treppe gelangt. Die schräge Decke zeigt rote Blüten auf weißem Grund. In der Mitte befindet sich ein roter Streifen, der mit Kreisen dekoriert ist. Der Giebel der Rückwand zeigt in der Mitte eine Stütze und links und rechts davon jeweils einen Löwen (rechts männlich, links mit Mähne und Zitzen), der dabei ist, eine überdimensionierte Gazelle zu erlegen.
Die Wände sind mit Figurenfriesen dekoriert, die oben und unten durch Farbstreifen gerahmt werden. Die Szenen der Wände werden dabei von zierlichen Bäumen getrennt. Auf der Rückwand finden sich zwei Szenen. Rechts sieht man einen kräftigen Mann, der eine junge Frau umarmt. Es handelt sich wahrscheinlich um Tänzer. Die linke Szene zeigt einen Lyraspieler. Auf der rechten Wand sieht man einen Flötenspieler und einen Mann, der eine Trinkschale hält. Diese Szene ist stark beschädigt. Auf der linken Wand sind zwei nackte Tänzer und im nächsten Feld ein Flötenspieler und ein weiterer nackter Tänzer dargestellt.
Das Grab datiert in die Mitte des sechsten Jahrhunderts v. Chr.
Zusammen mit der Tomba della Fustigazione, Tomba Cardarelli, der Tomba del Teschio, Tomba del Citaredo und den Gräbern 4255, 4260, 5591 wurde das Grab wahrscheinlich von einer in Tarquinia arbeitenden Werkstatt (Maestro dei Baccanti) ausgemalt, da die Malereien in diesen Gräbern zahlreiche Gemeinsamkeiten aufweisen.